# ديفيد بيج
ديفيد بيج (بالإنجليزية: David Page)‏ هو مدير موسيقي أسترالي، ولد في 1960، وتوفي في 28 أبريل 2016.

## وصلات خارجية
- ديفيد بيج على موقع IMDb (الإنجليزية)
- ديفيد بيج على موقع ميوزك برينز (الإنجليزية)